# Liste des planètes mineures (756001-757000)
Voici la liste des planètes mineures numérotées de 756001 à 757000. Les planètes mineures sont numérotées lorsque leur orbite est confirmée, ce qui peut parfois se produire longtemps après leur découverte. Elles sont classées ici par leur numéro.

## Planètes mineures 756001 à 757000
- (756001) 2017 XJ73
- (756002) 2017 XP73
- (756003) 2017 XV74
- (756004) 2017 XY83
- (756005) 2017 YJ6
- (756006) 2017 YK6
- (756007) 2017 YG13
- (756008) 2017 YY19
- (756009) 2017 YR26
- (756010) 2017 YM27
- (756011) 2017 YQ28
- (756012) 2017 YX35
- (756013) 2017 YH46
- (756014) 2017 YQ58
- (756015) 2017 YH68
- (756016) 2018 AY6
- (756017) 2018 AE9
- (756018) 2018 AS9
- (756019) 2018 AT15
- (756020) 2018 AB16
- (756021) 2018 AR18
- (756022) 2018 AA21
- (756023) 2018 AP22
- (756024) 2018 AA27
- (756025) 2018 AF28
- (756026) 2018 AM29
- (756027) 2018 AW29
- (756028) 2018 AX29
- (756029) 2018 AL30
- (756030) 2018 AQ32
- (756031) 2018 AM33
- (756032) 2018 AP34
- (756033) 2018 AQ38
- (756034) 2018 AV40
- (756035) 2018 AE46
- (756036) 2018 BD1
- (756037) 2018 BP2
- (756038) 2018 BS3
- (756039) 2018 BX6
- (756040) 2018 BV7
- (756041) 2018 BZ9
- (756042) 2018 BB11
- (756043) 2018 BK12
- (756044) 2018 BO12
- (756045) 2018 BF18
- (756046) 2018 BX21
- (756047) 2018 CR
- (756048) 2018 CX3
- (756049) 2018 CP4
- (756050) 2018 CQ4
- (756051) 2018 CK5
- (756052) 2018 CQ5
- (756053) 2018 CW7
- (756054) 2018 CL10
- (756055) 2018 CZ10
- (756056) 2018 CO11
- (756057) 2018 CJ13
- (756058) 2018 CN14
- (756059) 2018 CT18
- (756060) 2018 CL20
- (756061) 2018 CK21
- (756062) 2018 CC32
- (756063) 2018 CY34
- (756064) 2018 DA1
- (756065) 2018 DH1
- (756066) 2018 DP2
- (756067) 2018 DX6
- (756068) 2018 DL7
- (756069) 2018 ES
- (756070) 2018 EV4
- (756071) 2018 EA5
- (756072) 2018 EJ9
- (756073) 2018 ER12
- (756074) 2018 FA5
- (756075) 2018 FL6
- (756076) 2018 FF7
- (756077) 2018 FR10
- (756078) 2018 FE14
- (756079) 2018 FB15
- (756080) 2018 FP17
- (756081) 2018 FX17
- (756082) 2018 FL21
- (756083) 2018 FP21
- (756084) 2018 FV21
- (756085) 2018 FN22
- (756086) 2018 FX26
- (756087) 2018 FK28
- (756088) 2018 FX28
- (756089) 2018 FR31
- (756090) 2018 FW32
- (756091) 2018 FB34
- (756092) 2018 FX34
- (756093) 2018 FY34
- (756094) 2018 FG35
- (756095) 2018 FH35
- (756096) 2018 FR36
- (756097) 2018 FW38
- (756098) 2018 FJ39
- (756099) 2018 FZ39
- (756100) 2018 FA40
- (756101) 2018 FM40
- (756102) 2018 FQ44
- (756103) 2018 FR45
- (756104) 2018 FX53
- (756105) 2018 GR
- (756106) 2018 GU2
- (756107) 2018 GM5
- (756108) 2018 GP10
- (756109) 2018 GK11
- (756110) 2018 GP12
- (756111) 2018 GX12
- (756112) 2018 GS16
- (756113) 2018 GX17
- (756114) 2018 GC26
- (756115) 2018 HY
- (756116) 2018 HB2
- (756117) 2018 HF4
- (756118) 2018 HC7
- (756119) 2018 HR7
- (756120) 2018 JR3
- (756121) 2018 JA4
- (756122) 2018 JF4
- (756123) 2018 JG4
- (756124) 2018 JZ4
- (756125) 2018 JB5
- (756126) 2018 KZ2
- (756127) 2018 KH8
- (756128) 2018 KO8
- (756129) 2018 KE9
- (756130) 2018 KE10
- (756131) 2018 KJ10
- (756132) 2018 LJ4
- (756133) 2018 LK8
- (756134) 2018 LY8
- (756135) 2018 LN9
- (756136) 2018 LU9
- (756137) 2018 LC10
- (756138) 2018 LH10
- (756139) 2018 LE12
- (756140) 2018 LO21
- (756141) 2018 LH22
- (756142) 2018 LY22
- (756143) 2018 LD24
- (756144) 2018 LW25
- (756145) 2018 LN32
- (756146) 2018 MO
- (756147) 2018 MD1
- (756148) 2018 MA2
- (756149) 2018 MB8
- (756150) 2018 MU8
- (756151) 2018 MJ9
- (756152) 2018 MP9
- (756153) 2018 NZ
- (756154) 2018 NH3
- (756155) 2018 NP5
- (756156) 2018 NH8
- (756157) 2018 NE12
- (756158) 2018 NJ12
- (756159) 2018 NN12
- (756160) 2018 NH13
- (756161) 2018 NW15
- (756162) 2018 NH23
- (756163) 2018 NH30
- (756164) 2018 ND58
- (756165) 2018 OG1
- (756166) 2018 PU
- (756167) 2018 PD3
- (756168) 2018 PW5
- (756169) 2018 PH7
- (756170) 2018 PP10
- (756171) 2018 PL14
- (756172) 2018 PK18
- (756173) 2018 PC26
- (756174) 2018 PJ26
- (756175) 2018 PR27
- (756176) 2018 PT27
- (756177) 2018 PP32
- (756178) 2018 PX32
- (756179) 2018 PR39
- (756180) 2018 PF44
- (756181) 2018 PT55
- (756182) 2018 PV55
- (756183) 2018 QA6
- (756184) 2018 QM9
- (756185) 2018 QQ11
- (756186) 2018 QU11
- (756187) 2018 RL5
- (756188) 2018 RC9
- (756189) 2018 RG9
- (756190) 2018 RH13
- (756191) 2018 RY14
- (756192) 2018 RW16
- (756193) 2018 RP19
- (756194) 2018 RU20
- (756195) 2018 RC21
- (756196) 2018 RP21
- (756197) 2018 RE24
- (756198) 2018 RP27
- (756199) 2018 RJ29
- (756200) 2018 RC31
- (756201) 2018 RZ34
- (756202) 2018 RC35
- (756203) 2018 RD35
- (756204) 2018 RT35
- (756205) 2018 RU35
- (756206) 2018 RV35
- (756207) 2018 RA37
- (756208) 2018 RD38
- (756209) 2018 RV38
- (756210) 2018 RA39
- (756211) 2018 RA44
- (756212) 2018 RD44
- (756213) 2018 RZ49
- (756214) 2018 RZ53
- (756215) 2018 RZ59
- (756216) 2018 RY60
- (756217) 2018 RQ61
- (756218) 2018 RW66
- (756219) 2018 SV1
- (756220) 2018 SS5
- (756221) 2018 SF6
- (756222) 2018 SE7
- (756223) 2018 SN11
- (756224) 2018 ST11
- (756225) 2018 SB18
- (756226) 2018 TX9
- (756227) 2018 TL10
- (756228) 2018 TB11
- (756229) 2018 TY25
- (756230) 2018 TZ25
- (756231) 2018 TC31
- (756232) 2018 TF36
- (756233) 2018 TV37
- (756234) 2018 US
- (756235) 2018 UB2
- (756236) 2018 UZ3
- (756237) 2018 US6
- (756238) 2018 UB7
- (756239) 2018 UM8
- (756240) 2018 UK13
- (756241) 2018 UR14
- (756242) 2018 UK18
- (756243) 2018 UG20
- (756244) 2018 UO21
- (756245) 2018 UZ22
- (756246) 2018 UK26
- (756247) 2018 UN26
- (756248) 2018 VV1
- (756249) 2018 VG2
- (756250) 2018 VO2
- (756251) 2018 VW2
- (756252) 2018 VZ12
- (756253) 2018 VK16
- (756254) 2018 VP18
- (756255) 2018 VU27
- (756256) 2018 VP28
- (756257) 2018 VB29
- (756258) 2018 VL29
- (756259) 2018 VL30
- (756260) 2018 VN30
- (756261) 2018 VF35
- (756262) 2018 VO41
- (756263) 2018 VV41
- (756264) 2018 VB45
- (756265) 2018 VH47
- (756266) 2018 VX48
- (756267) 2018 VL49
- (756268) 2018 VV51
- (756269) 2018 VS52
- (756270) 2018 VY55
- (756271) 2018 VZ55
- (756272) 2018 VJ60
- (756273) 2018 VC70
- (756274) 2018 VM73
- (756275) 2018 VY77
- (756276) 2018 VG78
- (756277) 2018 VK82
- (756278) 2018 VY82
- (756279) 2018 VB84
- (756280) 2018 VE84
- (756281) 2018 VJ84
- (756282) 2018 VN84
- (756283) 2018 VE88
- (756284) 2018 VD90
- (756285) 2018 VU91
- (756286) 2018 VH93
- (756287) 2018 VM93
- (756288) 2018 VJ94
- (756289) 2018 VE101
- (756290) 2018 VR102
- (756291) 2018 VN108
- (756292) 2018 VS109
- (756293) 2018 VD110
- (756294) 2018 VK111
- (756295) 2018 VZ114
- (756296) 2018 VM118
- (756297) 2018 VV122
- (756298) 2018 VX122
- (756299) 2018 VZ122
- (756300) 2018 VF123
- (756301) 2018 VA124
- (756302) 2018 VJ125
- (756303) 2018 VR125
- (756304) 2018 VJ128
- (756305) 2018 VD132
- (756306) 2018 VG139
- (756307) 2018 VJ139
- (756308) 2018 VG141
- (756309) 2018 VR142
- (756310) 2018 VR145
- (756311) 2018 VX153
- (756312) 2018 VY153
- (756313) 2018 WO5
- (756314) 2018 XQ1
- (756315) 2018 XB3
- (756316) 2018 XV5
- (756317) 2018 XT7
- (756318) 2018 XG13
- (756319) 2018 XJ16
- (756320) 2018 XX23
- (756321) 2018 XE31
- (756322) 2018 YJ1
- (756323) 2018 YU4
- (756324) 2018 YL6
- (756325) 2019 AW1
- (756326) 2019 AA4
- (756327) 2019 AN5
- (756328) 2019 AJ20
- (756329) 2019 AK20
- (756330) 2019 AJ21
- (756331) 2019 AF23
- (756332) 2019 AO25
- (756333) 2019 AF26
- (756334) 2019 AF28
- (756335) 2019 AC33
- (756336) 2019 AX33
- (756337) 2019 AH36
- (756338) 2019 AV39
- (756339) 2019 AD42
- (756340) 2019 AV54
- (756341) 2019 AB56
- (756342) 2019 AC56
- (756343) 2019 AF60
- (756344) 2019 AM64
- (756345) 2019 AP64
- (756346) 2019 AH84
- (756347) 2019 AC115
- (756348) 2019 BV5
- (756349) 2019 BJ6
- (756350) 2019 BD8
- (756351) 2019 BY9
- (756352) 2019 CU5
- (756353) 2019 CD6
- (756354) 2019 CM6
- (756355) 2019 CR6
- (756356) 2019 CY6
- (756357) 2019 CK10
- (756358) 2019 CM10
- (756359) 2019 CQ13
- (756360) 2019 CZ16
- (756361) 2019 FW9
- (756362) 2019 FX16
- (756363) 2019 FA17
- (756364) 2019 FT17
- (756365) 2019 GR3
- (756366) 2019 GQ4
- (756367) 2019 GK6
- (756368) 2019 GK9
- (756369) 2019 GN15
- (756370) 2019 GB21
- (756371) 2019 GH22
- (756372) 2019 GF24
- (756373) 2019 GQ24
- (756374) 2019 GV24
- (756375) 2019 GX24
- (756376) 2019 GJ26
- (756377) 2019 GC39
- (756378) 2019 GO39
- (756379) 2019 GK43
- (756380) 2019 GS50
- (756381) 2019 GO51
- (756382) 2019 GD52
- (756383) 2019 GH52
- (756384) 2019 GK52
- (756385) 2019 GL52
- (756386) 2019 GH54
- (756387) 2019 GK54
- (756388) 2019 GO54
- (756389) 2019 GF55
- (756390) 2019 GY55
- (756391) 2019 GO56
- (756392) 2019 GF62
- (756393) 2019 GA65
- (756394) 2019 GR65
- (756395) 2019 GD70
- (756396) 2019 GU70
- (756397) 2019 GD74
- (756398) 2019 GY74
- (756399) 2019 GL75
- (756400) 2019 GH80
- (756401) 2019 GH81
- (756402) 2019 GU84
- (756403) 2019 GL98
- (756404) 2019 GF118
- (756405) 2019 GF151
- (756406) 2019 GP172
- (756407) 2019 HA1
- (756408) 2019 HT1
- (756409) 2019 HZ1
- (756410) 2019 HP4
- (756411) 2019 HK5
- (756412) 2019 HS5
- (756413) 2019 HR8
- (756414) 2019 JC4
- (756415) 2019 JW11
- (756416) 2019 JV12
- (756417) 2019 JQ17
- (756418) 2019 JN36
- (756419) 2019 JR37
- (756420) 2019 JU41
- (756421) 2019 JS43
- (756422) 2019 JL47
- (756423) 2019 JU47
- (756424) 2019 JG48
- (756425) 2019 JV48
- (756426) 2019 JM53
- (756427) 2019 JC54
- (756428) 2019 JY55
- (756429) 2019 JS61
- (756430) 2019 JR64
- (756431) 2019 JX64
- (756432) 2019 JH65
- (756433) 2019 JF71
- (756434) 2019 JT72
- (756435) 2019 JY75
- (756436) 2019 JN80
- (756437) 2019 JT83
- (756438) 2019 KZ6
- (756439) 2019 KT7
- (756440) 2019 KF11
- (756441) 2019 KA14
- (756442) 2019 KB16
- (756443) 2019 KU16
- (756444) 2019 KJ20
- (756445) 2019 KN20
- (756446) 2019 KK21
- (756447) 2019 KM22
- (756448) 2019 KZ22
- (756449) 2019 KU24
- (756450) 2019 KP26
- (756451) 2019 KF31
- (756452) 2019 KJ32
- (756453) 2019 KE41
- (756454) 2019 KH45
- (756455) 2019 KE63
- (756456) 2019 LB3
- (756457) 2019 LC10
- (756458) 2019 LE13
- (756459) 2019 LX14
- (756460) 2019 LE15
- (756461) 2019 LD16
- (756462) 2019 MB
- (756463) 2019 MM3
- (756464) 2019 MD7
- (756465) 2019 MQ11
- (756466) 2019 MS12
- (756467) 2019 MD13
- (756468) 2019 MJ13
- (756469) 2019 ML14
- (756470) 2019 MM15
- (756471) 2019 MB17
- (756472) 2019 MC18
- (756473) 2019 MY21
- (756474) 2019 MU24
- (756475) 2019 NK
- (756476) 2019 NC1
- (756477) 2019 NH3
- (756478) 2019 NK3
- (756479) 2019 NV3
- (756480) 2019 NC6
- (756481) 2019 NT9
- (756482) 2019 NH11
- (756483) 2019 NN11
- (756484) 2019 NQ14
- (756485) 2019 NY14
- (756486) 2019 NZ21
- (756487) 2019 NM22
- (756488) 2019 NW37
- (756489) 2019 NB38
- (756490) 2019 NH38
- (756491) 2019 NL38
- (756492) 2019 NZ38
- (756493) 2019 ND39
- (756494) 2019 NT39
- (756495) 2019 NL42
- (756496) 2019 NV47
- (756497) 2019 NM51
- (756498) 2019 NU51
- (756499) 2019 ND53
- (756500) 2019 NU79
- (756501) 2019 NX79
- (756502) 2019 NU81
- (756503) 2019 NS82
- (756504) 2019 OV4
- (756505) 2019 OP5
- (756506) 2019 OF6
- (756507) 2019 OD8
- (756508) 2019 OR8
- (756509) 2019 OG9
- (756510) 2019 OL9
- (756511) 2019 OA15
- (756512) 2019 OD15
- (756513) 2019 OO16
- (756514) 2019 OB17
- (756515) 2019 OC17
- (756516) 2019 OT20
- (756517) 2019 OU23
- (756518) 2019 OU27
- (756519) 2019 PG3
- (756520) 2019 PA4
- (756521) 2019 PO5
- (756522) 2019 PQ5
- (756523) 2019 PW9
- (756524) 2019 PX11
- (756525) 2019 PS13
- (756526) 2019 PU16
- (756527) 2019 PG23
- (756528) 2019 PU26
- (756529) 2019 PT32
- (756530) 2019 PX32
- (756531) 2019 PO33
- (756532) 2019 PW33
- (756533) 2019 PB38
- (756534) 2019 PZ45
- (756535) 2019 QG9
- (756536) 2019 QS9
- (756537) 2019 QC11
- (756538) 2019 QR11
- (756539) 2019 QA12
- (756540) 2019 QD12
- (756541) 2019 QZ12
- (756542) 2019 QQ13
- (756543) 2019 QU14
- (756544) 2019 QJ27
- (756545) 2019 QR30
- (756546) 2019 QK32
- (756547) 2019 QG33
- (756548) 2019 QS40
- (756549) 2019 QZ49
- (756550) 2019 QC55
- (756551) 2019 QX59
- (756552) 2019 QE70
- (756553) 2019 QS70
- (756554) 2019 RB6
- (756555) 2019 RV6
- (756556) 2019 RY9
- (756557) 2019 RJ14
- (756558) 2019 RF16
- (756559) 2019 RY20
- (756560) 2019 RD28
- (756561) 2019 RU28
- (756562) 2019 RW28
- (756563) 2019 RN32
- (756564) 2019 RL34
- (756565) 2019 RO36
- (756566) 2019 RP36
- (756567) 2019 RW48
- (756568) 2019 RZ59
- (756569) 2019 RN74
- (756570) 2019 RC81
- (756571) 2019 RG81
- (756572) 2019 SU11
- (756573) 2019 SV11
- (756574) 2019 SO12
- (756575) 2019 SJ22
- (756576) 2019 SG30
- (756577) 2019 SS32
- (756578) 2019 SR35
- (756579) 2019 SR37
- (756580) 2019 SV38
- (756581) 2019 SC50
- (756582) 2019 SH52
- (756583) 2019 SL55
- (756584) 2019 SW62
- (756585) 2019 SO64
- (756586) 2019 SJ67
- (756587) 2019 SF82
- (756588) 2019 SZ82
- (756589) 2019 SE83
- (756590) 2019 SF83
- (756591) 2019 SD84
- (756592) 2019 SF90
- (756593) 2019 SW92
- (756594) 2019 ST105
- (756595) 2019 SP108
- (756596) 2019 SA109
- (756597) 2019 SL156
- (756598) 2019 SL179
- (756599) 2019 TJ8
- (756600) 2019 TU8
- (756601) 2019 TV8
- (756602) 2019 TX8
- (756603) 2019 TR10
- (756604) 2019 TR12
- (756605) 2019 TV12
- (756606) 2019 TY14
- (756607) 2019 TZ15
- (756608) 2019 TA17
- (756609) 2019 TA18
- (756610) 2019 TN20
- (756611) 2019 TK21
- (756612) 2019 TR21
- (756613) 2019 TC24
- (756614) 2019 TD24
- (756615) 2019 TK25
- (756616) 2019 TF27
- (756617) 2019 TH28
- (756618) 2019 TO33
- (756619) 2019 TJ34
- (756620) 2019 TL34
- (756621) 2019 TN34
- (756622) 2019 TT34
- (756623) 2019 TN37
- (756624) 2019 TJ40
- (756625) 2019 TS49
- (756626) 2019 TZ53
- (756627) 2019 TK69
- (756628) 2019 UK1
- (756629) 2019 UJ4
- (756630) 2019 UV14
- (756631) 2019 UC16
- (756632) 2019 UM16
- (756633) 2019 UU16
- (756634) 2019 UV16
- (756635) 2019 UE17
- (756636) 2019 UR18
- (756637) 2019 UD20
- (756638) 2019 UV21
- (756639) 2019 UY21
- (756640) 2019 UB25
- (756641) 2019 UL25
- (756642) 2019 UK26
- (756643) 2019 UG27
- (756644) 2019 UO33
- (756645) 2019 US33
- (756646) 2019 UC34
- (756647) 2019 UD34
- (756648) 2019 UF34
- (756649) 2019 UG34
- (756650) 2019 UK34
- (756651) 2019 UJ35
- (756652) 2019 UP37
- (756653) 2019 UY42
- (756654) 2019 UT44
- (756655) 2019 UP45
- (756656) 2019 UV89
- (756657) 2019 UH99
- (756658) 2019 UC101
- (756659) 2019 UC105
- (756660) 2019 UX110
- (756661) 2019 VG
- (756662) 2019 VT9
- (756663) 2019 VQ17
- (756664) 2019 VL23
- (756665) 2019 VA31
- (756666) 2019 WK7
- (756667) 2019 WV7
- (756668) 2019 WN8
- (756669) 2019 XG4
- (756670) 2019 XS11
- (756671) 2019 XN12
- (756672) 2019 YU6
- (756673) 2019 YB8
- (756674) 2019 YQ36
- (756675) 2019 YC42
- (756676) 2020 AY4
- (756677) 2020 AC5
- (756678) 2020 AE5
- (756679) 2020 BG17
- (756680) 2020 BU18
- (756681) 2020 BG20
- (756682) 2020 BV20
- (756683) 2020 BE22
- (756684) 2020 BR29
- (756685) 2020 BR41
- (756686) 2020 BV44
- (756687) 2020 BY45
- (756688) 2020 BX56
- (756689) 2020 BA65
- (756690) 2020 BD73
- (756691) 2020 BS73
- (756692) 2020 BO80
- (756693) 2020 BG84
- (756694) 2020 BG90
- (756695) 2020 BA93
- (756696) 2020 BU103
- (756697) 2020 BF110
- (756698) 2020 BE124
- (756699) 2020 CO5
- (756700) 2020 CF7
- (756701) 2020 DU10
- (756702) 2020 DO12
- (756703) 2020 FE8
- (756704) 2020 FQ8
- (756705) 2020 FT8
- (756706) 2020 FJ9
- (756707) 2020 FJ12
- (756708) 2020 FB14
- (756709) 2020 FD19
- (756710) 2020 GN3
- (756711) 2020 GP4
- (756712) 2020 GD14
- (756713) 2020 HK9
- (756714) 2020 HU11
- (756715) 2020 HG12
- (756716) 2020 HE14
- (756717) 2020 HN14
- (756718) 2020 HF16
- (756719) 2020 HA17
- (756720) 2020 HF19
- (756721) 2020 HE20
- (756722) 2020 HN20
- (756723) 2020 HK21
- (756724) 2020 HO21
- (756725) 2020 HR21
- (756726) 2020 HN22
- (756727) 2020 HX27
- (756728) 2020 HD33
- (756729) 2020 HF37
- (756730) 2020 HV39
- (756731) 2020 HT40
- (756732) 2020 HZ40
- (756733) 2020 HN41
- (756734) 2020 HV53
- (756735) 2020 HX54
- (756736) 2020 HB57
- (756737) 2020 HS60
- (756738) 2020 HY67
- (756739) 2020 HA68
- (756740) 2020 HK77
- (756741) 2020 HR92
- (756742) 2020 HE102
- (756743) 2020 HW104
- (756744) 2020 HK110
- (756745) 2020 HV113
- (756746) 2020 HW115
- (756747) 2020 HY116
- (756748) 2020 HY138
- (756749) 2020 HR154
- (756750) 2020 JL5
- (756751) 2020 JD8
- (756752) 2020 JL8
- (756753) 2020 JW12
- (756754) 2020 JL17
- (756755) 2020 JF26
- (756756) 2020 JX26
- (756757) 2020 JC28
- (756758) 2020 JQ35
- (756759) 2020 KH2
- (756760) 2020 KP9
- (756761) 2020 KO17
- (756762) 2020 KA18
- (756763) 2020 KZ29
- (756764) 2020 MO8
- (756765) 2020 ML18
- (756766) 2020 MH23
- (756767) 2020 MP29
- (756768) 2020 OL3
- (756769) 2020 OG4
- (756770) 2020 OG5
- (756771) 2020 OX9
- (756772) 2020 OT10
- (756773) 2020 OF14
- (756774) 2020 OA15
- (756775) 2020 OV25
- (756776) 2020 OL29
- (756777) 2020 OF33
- (756778) 2020 OC41
- (756779) 2020 OJ41
- (756780) 2020 OR62
- (756781) 2020 OY63
- (756782) 2020 OK64
- (756783) 2020 OC80
- (756784) 2020 PP6
- (756785) 2020 PG7
- (756786) 2020 PF8
- (756787) 2020 PU16
- (756788) 2020 PE20
- (756789) 2020 PS21
- (756790) 2020 PD26
- (756791) 2020 PN30
- (756792) 2020 PH37
- (756793) 2020 PG39
- (756794) 2020 PK39
- (756795) 2020 PL39
- (756796) 2020 PC44
- (756797) 2020 PK55
- (756798) 2020 PS59
- (756799) 2020 PW73
- (756800) 2020 QO9
- (756801) 2020 QQ9
- (756802) 2020 QH10
- (756803) 2020 QY10
- (756804) 2020 QW11
- (756805) 2020 QO15
- (756806) 2020 QS15
- (756807) 2020 QQ18
- (756808) 2020 QA27
- (756809) 2020 QT27
- (756810) 2020 QJ28
- (756811) 2020 QK28
- (756812) 2020 QN29
- (756813) 2020 QS30
- (756814) 2020 QX30
- (756815) 2020 QT43
- (756816) 2020 QW47
- (756817) 2020 QU48
- (756818) 2020 QC50
- (756819) 2020 QN50
- (756820) 2020 QO50
- (756821) 2020 QZ50
- (756822) 2020 QA87
- (756823) 2020 RF10
- (756824) 2020 RY10
- (756825) 2020 RC24
- (756826) 2020 RA25
- (756827) 2020 RB36
- (756828) 2020 RO37
- (756829) 2020 RW39
- (756830) 2020 RH43
- (756831) 2020 RX48
- (756832) Balogh
- (756833) 2020 RS53
- (756834) 2020 RZ113
- (756835) 2020 SA13
- (756836) 2020 SF16
- (756837) 2020 SC20
- (756838) 2020 SD23
- (756839) 2020 SQ24
- (756840) 2020 SE28
- (756841) 2020 SK28
- (756842) 2020 SN28
- (756843) 2020 SW28
- (756844) 2020 SB31
- (756845) 2020 SF37
- (756846) 2020 SO60
- (756847) 2020 SM62
- (756848) 2020 SW71
- (756849) 2020 SK86
- (756850) 2020 SV86
- (756851) 2020 SL87
- (756852) 2020 TL9
- (756853) 2020 TU13
- (756854) 2020 TX13
- (756855) 2020 TO14
- (756856) 2020 TU15
- (756857) 2020 TY16
- (756858) 2020 TT18
- (756859) 2020 TB19
- (756860) 2020 TX20
- (756861) 2020 TG23
- (756862) 2020 TB24
- (756863) 2020 TR24
- (756864) 2020 TH25
- (756865) 2020 TM25
- (756866) 2020 TZ26
- (756867) 2020 TD28
- (756868) 2020 TC65
- (756869) 2020 TS92
- (756870) 2020 UG8
- (756871) 2020 UB10
- (756872) 2020 UD10
- (756873) 2020 UQ54
- (756874) 2020 UO55
- (756875) 2020 UC59
- (756876) 2020 VU6
- (756877) 2020 VM7
- (756878) 2020 WW12
- (756879) 2020 WX18
- (756880) 2020 XD5
- (756881) 2020 XG12
- (756882) 2020 YO12
- (756883) 2020 YY12
- (756884) 2020 YA14
- (756885) 2020 YG18
- (756886) 2021 AE25
- (756887) 2021 BG9
- (756888) 2021 BM11
- (756889) 2021 CF11
- (756890) 2021 CU14
- (756891) 2021 CH23
- (756892) 2021 CE27
- (756893) 2021 CC30
- (756894) 2021 CJ41
- (756895) 2021 DJ7
- (756896) 2021 EH11
- (756897) 2021 EB12
- (756898) 2021 EA15
- (756899) 2021 EN17
- (756900) 2021 EF19
- (756901) 2021 EM22
- (756902) 2021 EH27
- (756903) 2021 EM37
- (756904) 2021 EB39
- (756905) 2021 FW4
- (756906) 2021 FJ5
- (756907) 2021 FE7
- (756908) 2021 FU8
- (756909) 2021 FS9
- (756910) 2021 FQ11
- (756911) 2021 FF20
- (756912) 2021 FT28
- (756913) 2021 FL33
- (756914) 2021 FJ36
- (756915) 2021 FW36
- (756916) 2021 FP44
- (756917) 2021 GT10
- (756918) 2021 GZ11
- (756919) 2021 GS19
- (756920) 2021 GB26
- (756921) 2021 GC26
- (756922) 2021 GV34
- (756923) 2021 GO36
- (756924) 2021 GG41
- (756925) 2021 GW54
- (756926) 2021 GF70
- (756927) 2021 GM79
- (756928) 2021 GM80
- (756929) 2021 GP85
- (756930) 2021 GS86
- (756931) 2021 GE99
- (756932) 2021 GD105
- (756933) 2021 GL106
- (756934) 2021 GQ111
- (756935) 2021 GM122
- (756936) 2021 GL132
- (756937) 2021 GG160
- (756938) 2021 GP166
- (756939) 2021 HH6
- (756940) 2021 HU8
- (756941) 2021 HF20
- (756942) 2021 JB8
- (756943) 2021 JA12
- (756944) 2021 JZ12
- (756945) 2021 JR21
- (756946) 2021 JU22
- (756947) 2021 JG33
- (756948) 2021 KZ3
- (756949) 2021 KO12
- (756950) 2021 LR4
- (756951) 2021 LB9
- (756952) 2021 LD13
- (756953) 2021 LC14
- (756954) 2021 LN21
- (756955) 2021 MG1
- (756956) 2021 MP1
- (756957) 2021 NF1
- (756958) 2021 NS5
- (756959) 2021 NT27
- (756960) 2021 PY86
- (756961) 2021 PR152
- (756962) 2021 QP55
- (756963) 2021 RB100
- (756964) 2021 RB143
- (756965) 2021 SU3
- (756966) 2021 SQ5
- (756967) 2021 SQ8
- (756968) 2021 SO60
- (756969) 2021 TM18
- (756970) 2021 TF47
- (756971) 2021 VF50
- (756972) 2021 XL8
- (756973) 2022 BQ62
- (756974) 2022 CJ8
- (756975) 2022 DR7
- (756976) 2022 HH5
- (756977) 2022 JA8
- (756978) 2022 KR12
- (756979) 2022 KD35
- (756980) 2022 MF14
- (756981) 2022 OZ6
- (756982) 2022 OC48
- (756983) 2022 OS59
- (756984) 2022 QA11
- (756985) 2022 RG15
- (756986) 2022 RO63
- (756987) 2023 FS30
- (756988) 2023 FB43
- (756989) 2023 MK2
- (756990) 2023 MC6
- (756991) 2023 ME8
- (756992) 2023 NC4
- (756993) 2023 OT14
- (756994) 2023 PB
- (756995) 2023 QN
- (756996) 2023 RK63
- (756997) 2024 BU28
- (756998) 2024 CR9
- (756999) 2024 LC7
- (757000) 1991 TY10